# Matrona cyanoptera
Matrona cyanoptera är en trollsländeart som beskrevs av Hamalainen och Yeh 2000. Matrona cyanoptera ingår i släktet Matrona och familjen jungfrusländor. Inga underarter finns listade i Catalogue of Life.